# 英国国家网络部队
英国国家网络部队（英語：National Cyber Force，缩写为NCF）是一个由英國國防部和政府通信总部联合发起的专家小组，主要致力于打击攻击性网络行动如安全威胁、敌对国家、恐怖组织、极端主义、黑客、虚假信息和选举干扰。总部位于英格兰西北部的薩默斯伯里村。

## 历史
2018年9月，媒体报道了该部门的设立计划。由于英国脱欧的不确定性，以及国防大臣、秘书的频繁更换，国防部与政府通信总部之间的权力斗争，导致计划被推迟。
2020年，该部门正式启动，第一年计划投入7600万英镑，该部门将与英国国家网络安全中心同时运作，并主要专注于防御性网络活动，以保护政府部门、战略基础设施和产业。
2021年4月，伦敦国王学院学者和进攻性网络工作小组共同发布一份报告，为该部门提出建议，旨在增强英国对进攻性网络的讨论。